# Nathan Ellington
Nathan Robert Ellington (* 2. Juli 1981 in Bradford, West Yorkshire) ist ein ehemaliger englischer Fußballspieler.

## Karriere
Ellington begann seine Profikarriere bei den unterklassigen Bristol Rovers. Durch seine Torgefährlichkeit wurde Wigan Athletic auf ihn aufmerksam und bezahlte 1,2 Millionen £ Ablösesumme, als er 2002 verpflichtet wurde. In der Saison 2005/05 bildete er mit Jason Roberts das Sturmduo des Vereins, das zusammen 45 Tore erzielte. Ellington wurde mit 24 Toren Torschützenkönig der Football League Championship. Dadurch wurde er auch für andere Vereine interessant.
Am 16. August 2005 überwies West Bromwich Albion für Ellington 3.000.001 £ an Wigan Athletic, da sich die beiden Vereine nicht einigen konnten und eine Klausel im Vertrag Ellingtons besagte, dass er für eine Ablösesumme von mehr als 3 Millionen £ den Verein verlassen dürfe. Aufgrund mehrerer kleinerer Verletzungen konnte sich Ellington jedoch bei seinem neuen Verein nicht recht durchsetzen.
Im Jahre 2008 äußerte Ellington seinen bis heute unerfüllten Wunsch, für die bosnisch-herzegowinische Fußballnationalmannschaft spielen zu wollen und diesbezüglich – da verheiratet mit einer bosnischen Frau – die entsprechende Staatsangehörigkeit zu beantragen.
Am 1. Juli 2011 wechselte er zu Ipswich Town und unterschrieb einen Zweijahresvertrag bei dem Zweitligisten.